# Microsoft Dynamics NAV
Microsoft Dynamics NAV — система планування ресурсів підприємства (ERP), що була розроблена данською компанією Navision. Наразі є одним з програмних продуктів компанії Microsoft і входить до лінійки Microsoft Dynamics.

## Історія
Microsoft Dynamics NAV спершу було розробкою данської компанії Navision Software A/S і мало назву «Navision Financials», а пізніше «Navision Attain».
У 2000 році відбулося злиття компаній Navision та Damgaard Data A/S. Об'єднану компанію, яка спочатку мала назву NavisionDamgaard, а пізніше Navision A/S, 11 липня 2002 року придбала корпорація Microsoft одночасно з придбанням декількох інших компаній. Після продажу назву продукту було змінено на «Microsoft Navision», а згодом і на «Microsoft Dynamics NAV».
Після цього всі системи управління бізнесом, що належали Microsoft, отримали загальну назву сімейства — Microsoft Dynamics.
Окрім Microsoft Dynamics NAV (теперішнє ім'я Navision) до сімейства також входять:
- Microsoft Dynamics AX (Axapta)
- Microsoft Dynamics CRM
- Microsoft Dynamics GP[en]
- Microsoft Dynamics POS
- Microsoft Dynamics SL[en] (Solomon)